# Żabcze (Ukraina)
Żabcze (ukr. Жабче) – wieś na Ukrainie, w obwodzie wołyńskim, w rejonie łuckim. W 2024 liczyła 311 mieszkańców, wśród których 146 mężczyzn i 165 kobiet.
W okresie międzywojennym wieś znajdowała się w granicach II RP, wchodząc w skład gminy Czaruków w powiecie łuckim, w województwie wołyńskim.